# Обрубский сельсовет
Обрубский сельсовет — административная единица на территории Глубокского района Витебской области Республики Беларусь.

## Состав
Обрубский сельсовет включает 17 населённых пунктов:
- Бараны — деревня.
- Батиловщина — деревня.
- Дегтяри — хутор.
- Ковалевщина — хутор.
- Ковали — деревня.
- Лавриновка — деревня.
- Ластовичи — деревня.
- Матясы — деревня.
- Обруб — деревня.
- Подгаи — деревня.
- Приперное — деревня.
- Сороки — деревня.
- Субботово — хутор.
- Хорошки — деревня.
- Чечели — деревня.
- Шипы — деревня.
- Шуневичи — деревня.

Упразднённые населённые пункты на территории сельсовета:
- Новоселки — деревня[2].
- Шайторовка — хутор.